# Dušan Savić
Dušan Savić (srbskou cyrilicí Душан Савић; * 1. června 1955, Ub) je bývalý jugoslávský fotbalista srbské národnosti, útočník. Byl nejlepším střelcem jugoslávské ligy 1974/1975 a 1978/1979. Jeho synem je fotbalista Vujadin Savić.

## Fotbalová kariéra
Začínal v týmu  FK Crvena zvezda, nastoupil v 202 ligových utkáních, dal 120 gólů a s týmem vyhrál třikrát jugoslávskou ligu a jednou pohár. Dále hrál ve Španělsku za Sporting de Gijón, nastoupil ve 13 ligových utkáních a dal 3 góly a ve Francii za Lille OSC a AS Cannes. V Ligue 1 nastoupil ve 123 utkáních a dal 41 gólů. V Poháru mistrů evropských zemí nastoupil v 5 utkáních a dal 4 góly, v Poháru vítězů pohárů nastoupil v 11 utkáních a dal 5 gólů a v Poháru UEFA nastoupil ve 25 utkáních a dal 11 gólů. Za reprezentaci Jugoslávie nastoupil v letech 1975-1982 ve 12 utkáních a dal 4 góly. 

## Ligová bilance
| Ročník                          | Zápasy | Góly | Klub                   |
| ------------------------------- | ------ | ---- | ---------------------- |
| Jugoslávská Prva liga 1973/1974 | 9      | 6    | Crvena zvezda Bělehrad |
| Jugoslávská Prva liga 1974/1975 | 30     | 20   | Crvena zvezda Bělehrad |
| Jugoslávská Prva liga 1975/1976 | 19     | 9    | Crvena zvezda Bělehrad |
| Jugoslávská Prva liga 1976/1977 | 25     | 15   | Crvena zvezda Bělehrad |
| Jugoslávská Prva liga 1977/1978 | 16     | 6    | Crvena zvezda Bělehrad |
| Jugoslávská Prva liga 1978/1979 | 30     | 24   | Crvena zvezda Bělehrad |
| Jugoslávská Prva liga 1979/1980 | 28     | 11   | Crvena zvezda Bělehrad |
| Jugoslávská Prva liga 1980/1981 | 0      | 0    | Crvena zvezda Bělehrad |
| Jugoslávská Prva liga 1981/1982 | 30     | 16   | Crvena zvezda Bělehrad |
| Jugoslávská Prva liga 1982/1983 | 15     | 13   | Crvena zvezda Bělehrad |
| Primera División 1982/1983      | 13     | 3    | Sporting de Gijón      |
| Ligue 1 1983/1984               | 36     | 12   | Lille OSC              |
| Ligue 1 1984/1985               | 35     | 13   | Lille OSC              |
| Ligue 2 1985/1986               | 31     | 15   | AS Cannes              |
| Ligue 2 1986/1987               | 20     | 7    | AS Cannes              |
| Ligue 1 1987/1988               | 30     | 11   | AS Cannes              |
| Ligue 1 1988/1989               | 22     | 5    | AS Cannes              |
| CELKEM 1. jugoslávská liga      | 202    | 120  |                        |
| CELKEM Primera División         | 13     | 3    |                        |
| CELKEM Ligue 1                  | 123    | 41   |                        |